# هنری ویلی نورمن
هنری ویلی نورمن (انگلیسی: Henry Wylie Norman; ۲ دسامبر ۱۸۲۶ – ۲۶ اکتبر ۱۹۰۴) نظامی و سیاست‌مدار اهل پادشاهی متحد بریتانیای کبیر و ایرلند بود. وی همچنین برندهٔ جوایزی همچون نشان حمام شده‌است.